# La jaula de oro
La jaula de oro (Nederlands: De gouden kooi) is een Mexicaanse film uit 2013, geregisseerd door Diego Quemada-Díez.

## Verhaal
Juan, Sara, die zich om veiligheidsredenen voordoet als een jongen, en Samuel verlaten hun geboorteland Guatemala met de droom de Verenigde Staten te bereiken. Kort nadat ze de noordgrens van Guatemala zijn overgestoken, krijgen ze gezelschap van Chauk, een jonge Tzotzil. Tijdens de reis ervaren ze de constante gevaren, waar duizenden Mexicaanse en Midden-Amerikaanse migranten mee te maken krijgen.

## Rolverdeling
| Acteur                      | Personage |
| --------------------------- | --------- |
| Brandon López               | Juan      |
| Rodolfo Domínguez           | Chauk     |
| Carlos Chajon               | Samuel    |
| Karen Noemí Martínez Pineda | Sara      |

## Ontvangst

### Recensies
Op Rotten Tomatoes geeft 89% van de 36 recensenten de film een positieve recensie, met een gemiddelde score van 7,39/10. Website Metacritic komt tot een score van 74/100, gebaseerd op 16 recensies, wat staat voor "generally favorable reviews" (over het algemeen gunstige recensies)

### Prijzen en nominaties
De film won 36 prijzen en werd voor 21 andere genomineerd. Een selectie:
| Jaar | Evenement                        | Categorie                    | Genomineerde                                       | Resultaat   |
| ---- | -------------------------------- | ---------------------------- | -------------------------------------------------- | ----------- |
| 2013 | Cannes (66ste editie)            | Prix Un certain regard       | La jaula de oro                                    | Genomineerd |
| 2013 | Cannes (66ste editie)            | Prix Un talent certain       | Gehele ensemble                                    | Gewonnen    |
| 2013 | Mar del Plata (28ste editie)     | Gouden Ástor voor beste film | La jaula de oro                                    | Gewonnen    |
| 2014 | Premios Goya (28ste uitreiking)  | Beste Ibero-Amerikaanse film | La jaula de oro                                    | Genomineerd |
| 2014 | Premios Ariel (56ste uitreiking) | Beste film                   | La Jaula de oro                                    | Gewonnen    |
| 2014 | Premios Ariel (56ste uitreiking) | Beste regisseur              | Diego Quemada-Díez                                 | Genomineerd |
| 2014 | Premios Ariel (56ste uitreiking) | Beste debuterend regisseur   | Diego Quemada-Díez                                 | Gewonnen    |
| 2014 | Premios Ariel (56ste uitreiking) | Beste acteur                 | Brandon López                                      | Gewonnen    |
| 2014 | Premios Ariel (56ste uitreiking) | Beste mannelijke bijrol      | Rodolfo Domínguez                                  | Gewonnen    |
| 2014 | Premios Ariel (56ste uitreiking) | Beste origineel scenario     | Diego Quemada-Díez, Gibrán Portela, Lucía Carreras | Gewonnen    |
| 2014 | Premios Ariel (56ste uitreiking) | Beste camerawerk             | María Secco                                        | Gewonnen    |
| 2014 | Premios Ariel (56ste uitreiking) | Beste montage                | Paloma López                                       | Gewonnen    |
| 2014 | Premios Ariel (56ste uitreiking) | Beste artdirector            | Carlos Y. Jacques                                  | Genomineerd |
| 2014 | Premios Ariel (56ste uitreiking) | Beste kostuums               | Nohemi Gonzalez                                    | Genomineerd |
| 2014 | Premios Ariel (56ste uitreiking) | Beste make-up                | Iñaki Legaspi                                      | Genomineerd |
| 2014 | Premios Ariel (56ste uitreiking) | Beste visuele effecten       | Maria Jose Santa Rita Tames                        | Genomineerd |
| 2014 | Premios Ariel (56ste uitreiking) | Beste geluid                 | Matías Barberis, Raúl Locatelli, Jaime Baksht      | Gewonnen    |
| 2014 | Premios Ariel (56ste uitreiking) | Beste filmmuziek             | Leonardo Heiblum                                   | Gewonnen    |